# Actinorhytis
Actinorhytis, monotipski rod palmi s Nove Gvineje i Solomonovih otoka, danas udomaćena i po drugim dijelovima jugoistočne Azije kao ukrasna i ceremonijalna biljka.
A. calapparia je palma koja naraste 12 do 14 metara visine. Lokalno stanovništvo zove ju iinang penawar, pinang mawar.

## Sinonimi
- Actinorhytis poamau Becc.
- Areca calapparia Blume
- Areca cocoides Griff.
- Pinanga calapparia (Blume) H.Wendl.
- Ptychosperma calapparia (Blume) Miq.
- Seaforthia calapparia (Blume) Mart.